# Копенгагенський лінгвістичний гурток
Копенгагенський лінгвістичний гурток — об'єднання данських мовознавців, що включає декількох іноземних членів. Гурток заснований в 1931 році групою копенгагенських лінгвістів на чолі з Луї Єльмслевом і В. Брендалем.
Інші назви цієї школи:
- Данський лінгвістичний гурток
- Данський структуралізм
- Копенгагенська школа структурної лінгвістики
- Глосематика.